# Ermengarde de Beaumont

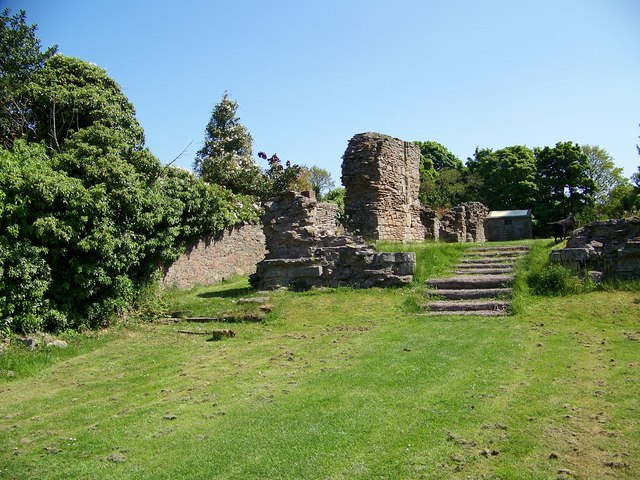
Die Ruinen der von Ermengarde gegründeten Balmerino Abbey

Ermengarde de Beaumont († 11. Februar 1233) war eine schottische Queen Consort.

## Herkunft und Verheiratung mit dem schottischen König
Ermengarde de Beaumont war eine Tochter des normannischen Barons Richard I., Vicomte de Beaumont-sur-Sarthe, dessen Mutter Constance eine uneheliche Tochter des englischen Königs Heinrich I. war. Wohl diese Abstammung veranlasste König Heinrich II. im Mai 1186, sie als Braut für den schottischen König Wilhelm I. vorzuschlagen, obwohl sie als Tochter eines kleinen Barons keine standesgemäße Frau für den schottischen König war. Zwar hatte die Familie zahlreiche Verwandte nicht nur in der Normandie, sondern auch im Anjou und in England, doch der schottische König hatte sicherlich gehofft, dass der englische König eine Braut aus einer höherrangigen Familie aussuchen würde. Dazu wurde sie zu diesem Zeitpunkt noch als Mädchen beschrieben, so dass sie vielleicht gerade erst das nach kanonischem Recht für eine Hochzeit erforderliche Alter von zwölf Jahren hatte, während Wilhelm bereits etwa 44 Jahre alt war. Die Ratgeber des schottischen Königs stimmten auch nur widerwillig der Heirat zu, die am 5. September 1186 in Woodstock stattfand. Der englische König übernahm die Kosten für die viertägige Hochzeitsfeier und übergab den Schotten das seit dem Vertrag von Falaise 1174 in englischer Hand befindliche Edinburgh Castle als Teil der Mitgift. Der schottische König übergab ihr im Gegenzug jährliche Einkünfte in Höhe von £ 100 sowie Grundbesitz in Schottland, so dass Ermengarde später einen eigenen Haushalt unterhalten konnte. Zu ihren Besitzungen gehörten Crail und Haddington. Nach der Heirat geleitete Bischof Jocelin von Glasgow die Braut nach Schottland, während die beiden Könige nach Marlborough reisten, wo sie vermutlich gemeinsam auf die Jagd gingen.

## Queen Consort von Schottland
Während der ersten Jahre ihrer Ehe bekam Ermengarde zwei Töchter. Erst nach fast zwölf Jahren Ehe gebar sie am 24. August 1198 in Haddington den lang ersehnten Thronfolger Alexander, dem etwa zwei Jahre später eine weitere Tochter folgte. Nachdem es im Juli 1209 zu einer diplomatischen Krise zwischen England und Schottland gekommen war, wurde im August im Vertrag von Norham vereinbart, dass zwei ihrer Töchter Verwandte des englischen Königs heiraten sollten. Wenige Tage später wurden die beiden Töchter zusammen mit weiteren Geiseln nach Carlisle gebracht und dem englischen Justiciar Geoffrey fitz Peter übergeben. Bei den Verhandlungen war Ermengarde vermutlich nicht beteiligt gewesen, doch bei weiteren Verhandlungen mit England in Durham im Februar 1212 vermittelte sie nach Angaben des Chronisten John Fordun erfolgreich zwischen ihren Mann und dem englischen König. Ihr Ehemann war an diesen Verhandlungen kaum beteiligt, doch Ermengarde gelang es, König Johann Ohneland zum Verzicht auf weitere Geiseln zu bewegen. Dazu erklärte sich der König bereit, ihren Sohn zum Ritter zu schlagen. Durch diese erfolgreichen Verhandlungen blieb die Unabhängigkeit von Schottland weiter gewahrt. In den nächsten Jahren übernahm Ermengarde zunehmend Verwaltungsaufgaben für ihren etwa 70-jährigen Ehemann, der oft gesundheitlich schwer angeschlagen war.

## Königinwitwe und Beraterin ihres Sohnes Alexander II.
Nach dem Tod ihres Ehemanns Anfang Dezember 1214 blieb Ermengarde in Trauer beim Leichnam ihres Mannes in Stirling zurück und nahm nicht an der Krönung ihres Sohns in Scone teil. Danach begleitete sie häufig ihren jungen Sohn und diente ihm wohl als Ratgeberin, vor allem bei den Beziehungen zu England, wo Johann Ohneland sich gegen eine Adelsopposition behaupten musste. 1215 musste Johann Ohneland die Magna Carta anerkennen, dennoch kam es ab Herbst 1215 zum Ersten Krieg der Barone gegen den König. Die Schotten unterstützten ab Oktober 1215 die rebellischen englischen Barone, weshalb Ermengarde zusammen mit anderen schottischen Baronen 1215 exkommuniziert wurde. Erst Anfang Dezember 1217 erhielt sie vom englischen Erzbischof von York die Absolution. Ab 1225 plante sie zusammen mit ihrem Sohn die Gründung einer Zisterzienserabtei in Balmerino, die 1229 erfolgte. Die Abtei wurde dem heiligen Eduard der Bekenner geweiht. Dieser war ein englischer König gewesen, so dass das Patrozinium für Schottland ungewöhnlich war. Es ging wohl auf den Wunsch von Ermengarde zurück, die diesen Heiligen besonders verehrte. Daneben gründete sie ein dem heiligen Eduard geweihtes Hospital in Berwick. Im November und Dezember 1227 verhandelte sie zusammen mit König Alexander in Kinghorn mit Richard von Cornwall, dem jüngeren Bruder des englischen Königs Heinrich III., ergebnislos über eine Heirat von Richard mit ihrer jüngsten Tochter Marjorie.
Während Ermengarde während der Herrschaft ihres Mannes als Vermittlerin und zeitweise auch als Zeugin von Urkunden aktiv politisch tätig war, betätigte sie sich während der Herrschaft ihres Sohnes nicht mehr offen politisch. Allerdings kann ihre bevorzugte Verehrung von Eduard dem Bekenner ein Zeichen sein, dass sie nach dem Krieg von 1215 bis 1217 im Hintergrund weiterhin politisch aktiv war und auf eine Verständigung mit dem englischen König hin arbeitete. Ihr Sohn heiratete 1221 Johanna, eine Schwester des englischen Königs Heinrich III., und zwischen diesem und ihrem Sohn Alexander bestand trotz zeitweiser politischer Spannungen ein persönlich gutes Verhältnis. Ermengarde nahm die junge Johanna, die bei der Hochzeit erst elf Jahre alt war, in ihrem Haushalt auf. Bis zum Tod ihrer dominanten Schwiegermutter konnte die junge Johanna kein eigenes Profil gewinnen. Nach ihrem Tod wurde Ermengarde im Februar 1233 in ihrer Stiftung Balmerino beigesetzt.

## Nachkommen
Ermengarde hatte aus ihrer Ehe mehrere Kinder, darunter:
- Margarete (vor 1195–1259)
- Isabella († nach 1263)
- Alexander II., König von Schottland (1198–1249)
- Marjorie († 1244)